# Хајнрих Даре
Хајнрих Луј Даре (Берлин, 13. јул 1822 — Копенхаген, 14. јун 1875) је био немачки астроном, рођен у Берлину.
Иако је још као студент на Универзитету у Берлину, Даре је био у тиму Јохана Готфрид Галеа за тражење Нептуна. Дана 23. септембра 1846, он је предложио да недавно нацртана шема неба, у региону коју је Урбан ле Верије предвидео као локацију, треба да се упореди са тренутним положајем неба како би се запазила карактеристична померања планета, за разлику од непокретних звезда, па је Нептун откривен те исте ноћи.
Открио је и један астероид, а то је 76 Freia.